# Kleon (Athen)
Kleon (altgriechisch Κλέων Kléōn; † 422 v. Chr. bei Amphipolis) war ein athenischer Politiker und Heerführer während des Peloponnesischen Krieges. 
In den antiken Quellen aristokratischer Provenienz wird seine niedrige Herkunft herausgestellt. Sein Vater hieß Kleainetos. Dem Verfasser der Athenaion Politeia zufolge war Kleon der erste, der auf der Rednertribüne schrie und schimpfte und „durch seine unkontrollierte Impulsivität das Volk mehr als sonst jemand verdorben hat“. Der Historiker Thukydides beschrieb ihn als Kriegsbefürworter, Demagogen und vulgär.
Allerdings genoss bereits sein Vater einiges Ansehen, wenn sich eine Erwähnung in einer Siegesliste bei den städtischen Dionysien auf ihn beziehen sollte. Kleon war durch eine Gerberei zu einigem Wohlstand gekommen und hatte in eine der vornehmsten Familien Athens eingeheiratet. Er besaß ein außerordentliches Redetalent, das er nutzte, um das athenische Volk auf seine Seite zu bringen. Kleon war ein Befürworter einer aggressiven Politik gegenüber Sparta und somit ein Gegner des Nikias, der für eine Verständigung eintrat. Als spartanische Gesandte 425 v. Chr. wegen der heiklen Situation der Spartaner auf der Insel Sphakteria in Athen für einen Friedensschluss warben, wurden sie laut Thukydides von Kleon schroff zurückgewiesen und mussten daher unverrichteter Dinge wieder heimkehren.
Wenngleich ohne militärische Erfahrung, errang er danach einen Erfolg als Heerführer in der Schlacht von Sphakteria 425 v. Chr., was sein Ansehen steigerte. Kleon fuhr 422 v. Chr. als Feldherr mit 30 Schiffen von Athen nach Thrakien, um die von Athen abgefallenen Städte zurückzuerobern. Sein Tod und der des Spartaners Brasidas in der Schlacht von Amphipolis machten den Weg frei für den Nikiasfrieden von 421 v. Chr.
Thukydides und Aristophanes haben eine negative Sichtweise Kleons geprägt, wobei aber persönliche Motive eine Rolle spielten. Thukydides’ Darstellung des Wirkens Kleons ist wahrscheinlich darauf zurückzuführen, dass er seine 20-jährige Verbannung aus Athen zumindest teilweise diesem zu verdanken hatte. Kleon stammte zudem als einer der ersten athenischen Politiker nicht aus den alten angesehenen Familien und war daher ganz auf die Überzeugungskraft seiner politischen Redekünste angewiesen. In der neueren Forschung wird er daher differenzierter betrachtet.